# Апостол (Даниилидис)
Митрополи́т Апо́стол Даниили́дис (греч. Μητροπολίτης Ἀπόστολος Δανιηλίδης; 28 декабря 1952, Галата, Стамбул) — епископ Константинопольской Православной Церкви, старец-митрополит Деркийский, ипертим и экзарх Босфора Фракийского и Киании.

## Биография
Начальное образование получил в городской школе района Галата, продолжил обучение в Зографийской гимназии, а по окончании лицея Халкинской богословской школы был принят в качестве стипендиата Константинопольского Патриархата на богословский факультет Университета Аристотеля в Салониках.
30 декабря 1973 года, во время учёбы на богословском факультете, рукоположён в сан диакона.
Получив диплом о высшем образовании в 1975 году, поступил в аспирантуру, где защитил магистерскую диссертацию.
В январе 1976 года принят на службу в Константинопольскую Патриархию в качестве диакона и секретаря Первой патриаршей канцелярии.
В 1982 и 1986 годах выезжал за границу для изучения итальянского и английского языков.
В 1984 и 1987 годах по предложению Вселенского патриарха Димитрия назначен делопроизводителем и помощником секретаря Священного Синода Константинопольского Патриархата. Сопровождал Патриарха Димитрия во многих официальных поездках за рубеж, а также был в составе официальных делегаций Константинопольской православной церкви.
1 ноября 1995 года решением Священного Синода Константинопольского патриархата единогласно избран титулярным митрополитом Агафоникийским.
21 ноября 1995 года был рукоположён в сан пресвитера и в тот же день Вселенским патриархом Варфоломеем назначен настоятелем монастыря Святой Троицы на острове Халки.
26 ноября того же года в Патриаршем храме святого Георгия на Фанаре хиротонисан во епископа.
4 сентября 2000 года внесён в число действующих иерархов с титулом митрополита Мосхонисийского.
22 октября 2001 года митрополиту Мосхонисийскому поручено попечение о ските святителя Спиридона на Халки.
29 августа 2011 года был избран старцем-митрополитом Деркийским с освобождением от должности настоятеля монастыря Святой Троицы на острове Халки.
Автор многих статей, исследований и других трудов.